# Бівер-стріт
Бівер-стріт (англ. Beaver Street) — вулиця у фінансовому районі Нижнього Мангеттена в Нью-Йорку. Бівер-стріт проходить п'ять кварталів від Перл-стріт на сході до Бродвею на заході. По своїй довжині вона перетинає Ганновер, Вільям, Броуд-стріт і Нью-стріт. Вулиця збережена як частина сітки вулиць Нового Амстердама, яка є пам’яткою Нью-Йорка.

## Історія
У 17 столітті в місті Новий Амстердам голландці створили два канали, один на сучасній Брод-стріт, а інший на сучасній Бівер-стріт. Останній спочатку існував як дві окремі притоки каналу Брод-стріт, ділянка на захід від сучасної Брод-стріт називалася Бевер-Графт або Бівер-канал, тоді як ділянка на схід називалася Де-Пренс-Графт або Принс-канал, яка закінчувалася канавою що голландці називали «sloot». Незважаючи на те, що Прінс-канал перетворився на Прінсес-стріт (пізніше Бівер-стріт), Принц Графт — це ім’я, яке стосувалося каналу на Брод-стріт, а не на Бівер-стріт.